# Raffael Rheinsberg

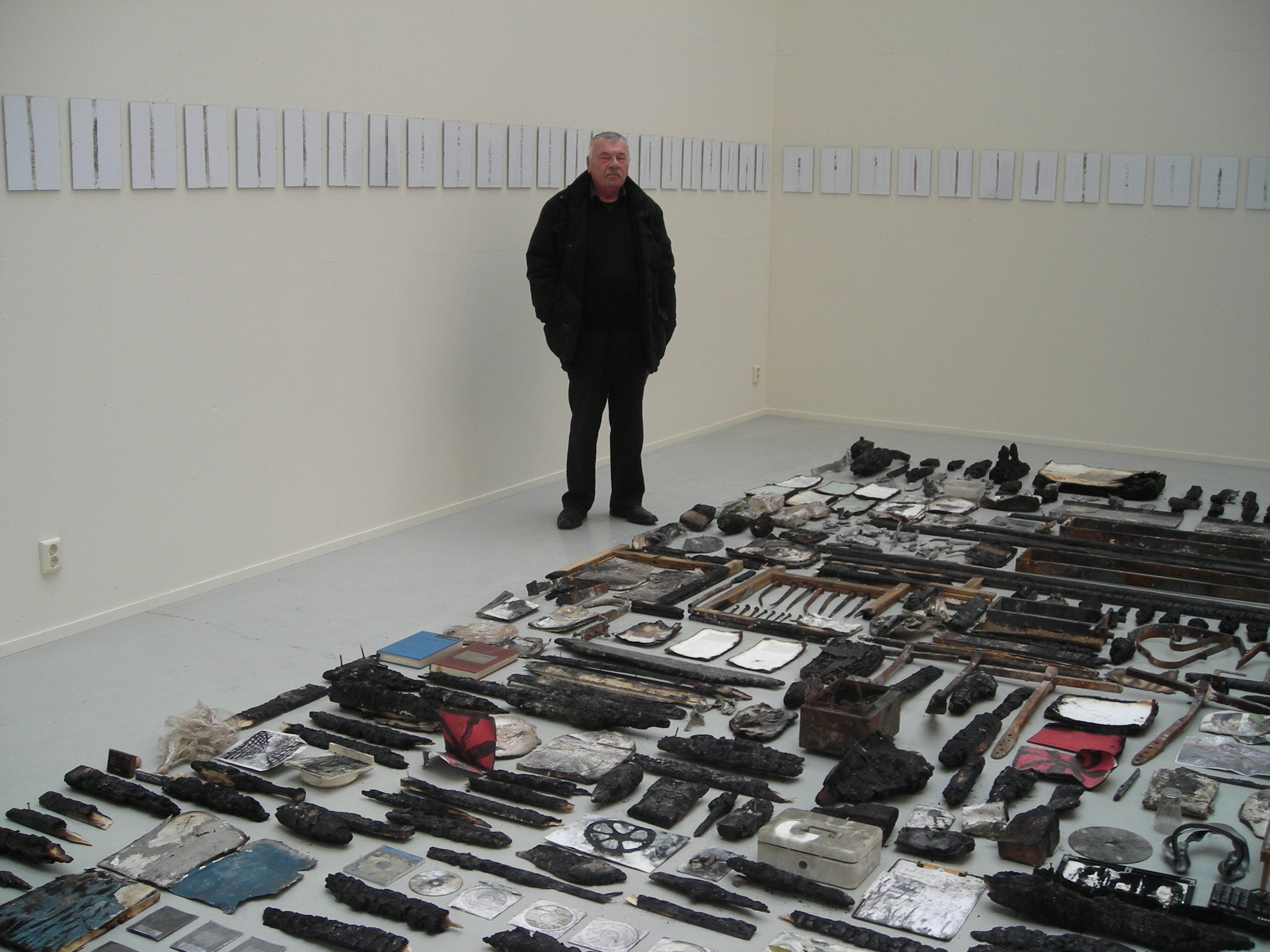
Raffael Rheinsberg mit seiner Installation Schwarzes Wasser, 2002 in Amersfoort

Raffael Rheinsberg (* 12. März 1943 in Kiel; † 27. Oktober 2016 in Forst (Hunsrück)) war ein Installations- und Objekt-Künstler. Er arbeitete mit ausgewählten, groß inszenierten Fundobjekten. Seine Fundstücke waren ausrangierte und entsorgte Gegenstände aus der Arbeitswelt, Dinge, die niemand mehr braucht, die jedoch durch die Benutzung und Bearbeitung eine eigenständige Form, ein neues Sein erhalten haben.
Die Gegenstände bekommen, aus ihrem eigentlichen Kontext heraus genommen, durch groß angelegte Installationen eine neue, aktuelle Identität. Der „Symbolwert eines Gegenstandes ist unendlich“ meinte Rheinsberg dazu. Er verarbeitete dabei für das soziale Gefüge und die vergangene oder gegenwärtige historische Situation relevante Objekte, die sonst häufig übersehen werden. Rheinsberg stellte diese dabei unter sein Motto: „Jeder Gegenstand besitzt eine Seele“.

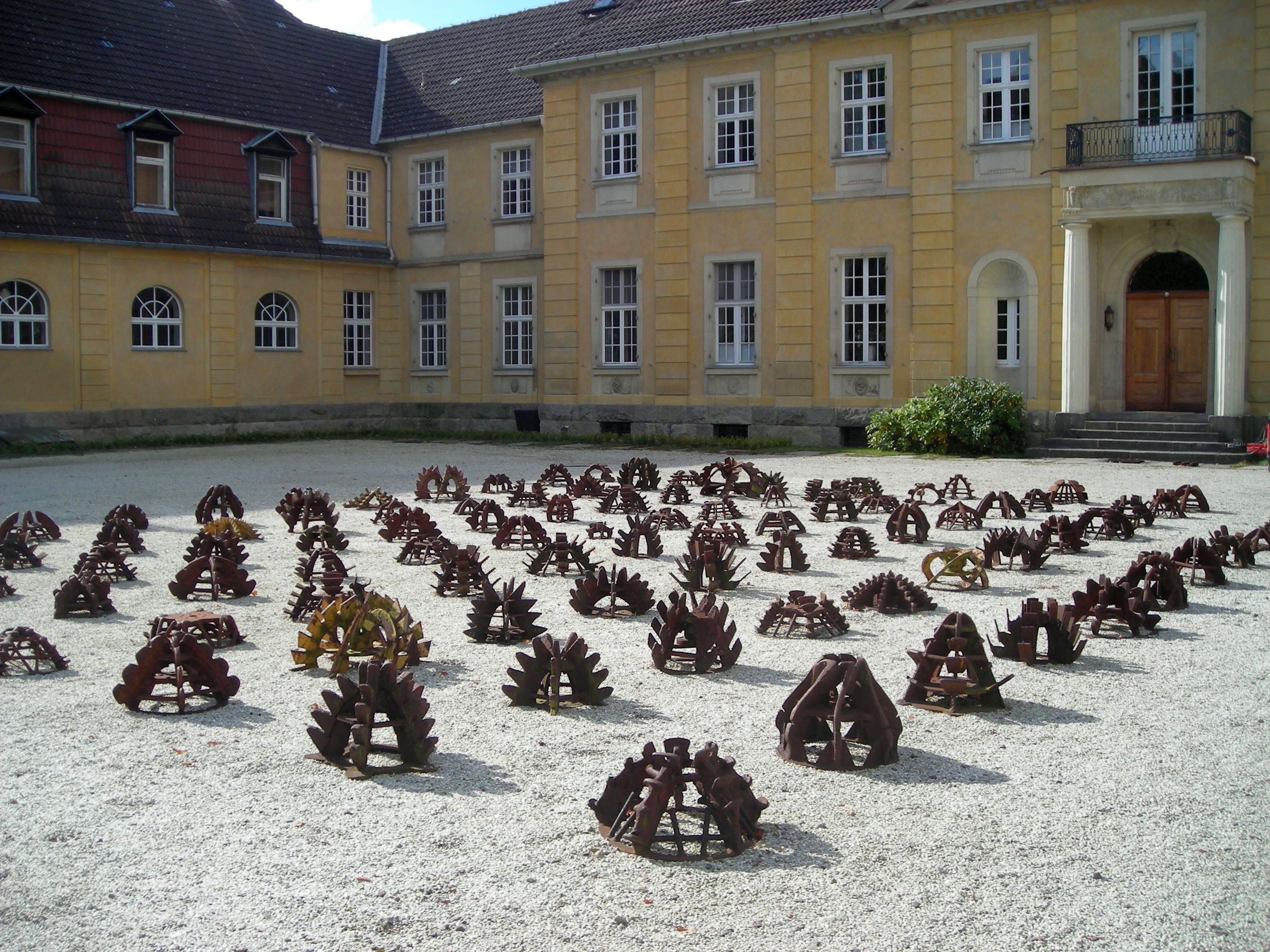
Ananas, Gold, Kokain, 1992 Bohrköpfe der Goldsucher vom Amazonas.

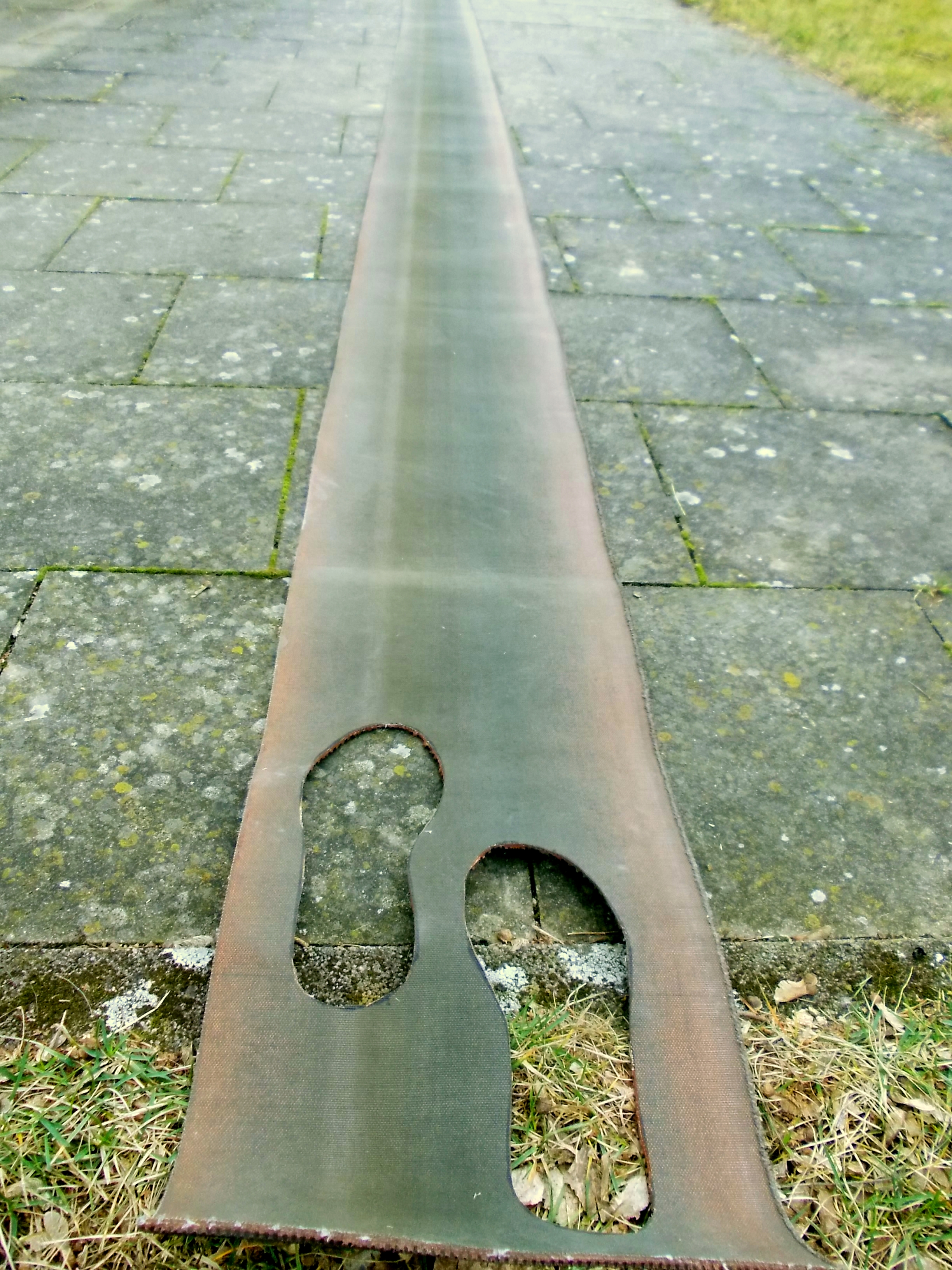
Installation Sohle statt Kohle

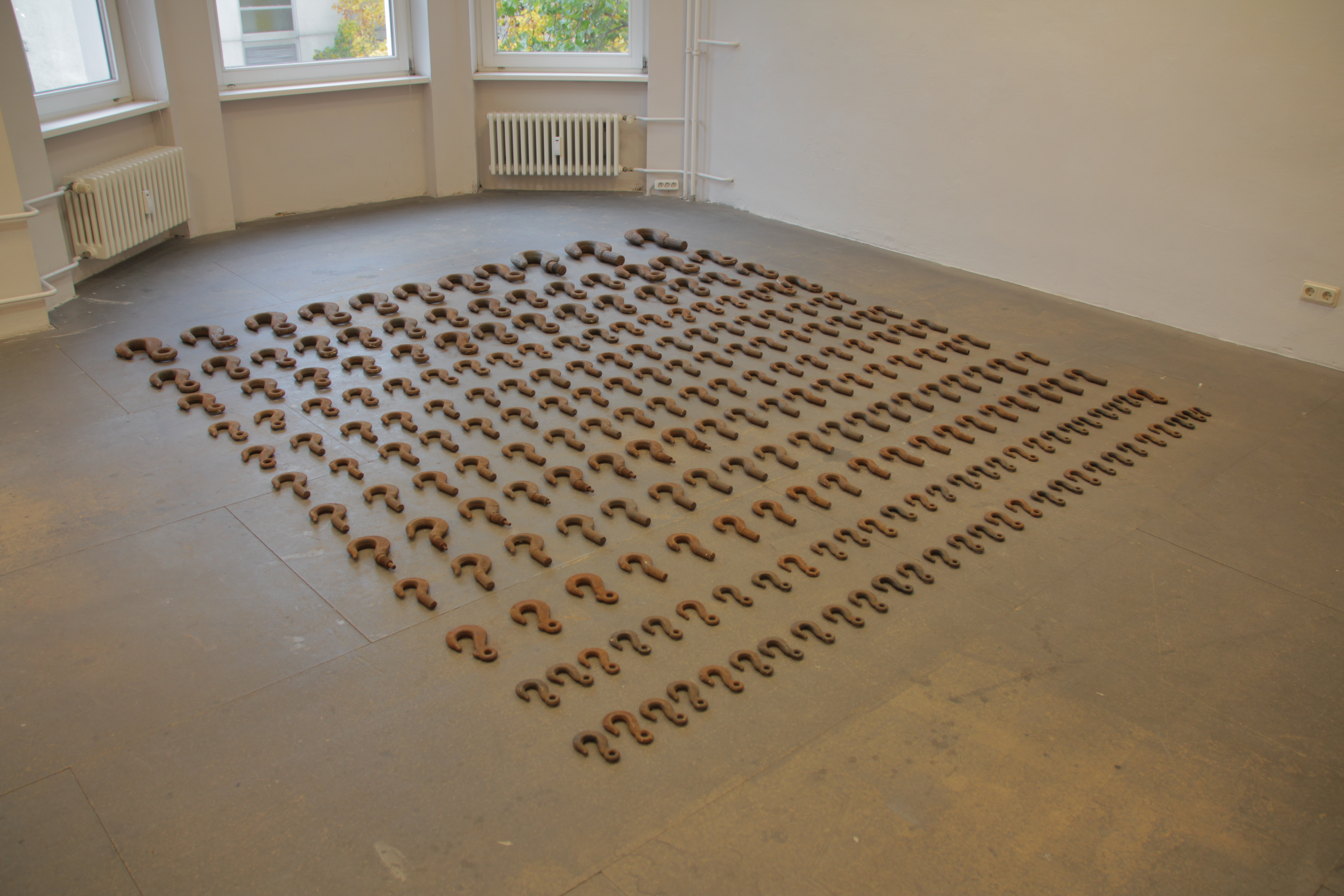
Installation Bolzani Galerie Listros Berlin

## Leben
Nach der Schulzeit absolvierte Raffael Rheinsberg von 1958 bis 1961 eine Lehre als Former und Gießer. 1973 bis 1979 folgte ein Studium an der Muthesius-Kunsthochschule, der ehem. Fachhochschule für Gestaltung in Kiel. Danach machte er bereits durch zahlreiche Performances und Ausstellungen auf seine Arbeit aufmerksam. 1984 erhielt er den deutschen Kritikerpreis sowie den Förderpreis Bildende Kunst des „Kunstpreis Berlin“ der Akademie der Künste Berlin, 1988 den Kulturpreis der Stadt Kiel und 1994 den Landeskunstpreis von Schleswig-Holstein.
Raffael Rheinsberg war seit 1984 Mitglied des Deutschen Künstlerbundes.

## Werk
Raffael Rheinsberg fand die benötigten Elemente für seine Werke stets an den Plätzen der Arbeit und des Lebens, den jeweiligen Stationen seiner Weltreisen. So fand er beispielsweise in Brasilien auf den Dragas der Goldsucher, in Mexiko, Venezuela, Finnland, Schweden oder Norwegen die Hinterlassenschaften von Menschen, nicht selten in Form von scheinbar unbrauchbaren Dingen des Alltags und formte diese zu seinen Kunstwerken um. Nach Meinung von Jens Rönnau berühren die Werke Rheinsbergs die Menschen deshalb, weil sie direkt mit ihrem Leben zu tun haben: mit Krieg und Frieden, mit Arbeit und Wirtschaft, mit der Natur und der Naturzerstörung, mit der Heimat und der Fremde sowie dem Menschen an sich. Diese machte Rheinsberg im Bewusstsein für Geschichte, Gegenwart und Zukunft fest an den unscheinbaren Dingen des Alltags, die er in überraschende Zusammenhänge stellt.

## Werke in öffentlichen Sammlungen (Auswahl)
Deutschland
- Hamburger Bahnhof, Museum für Gegenwart, Berlin
- Neue Nationalgalerie, Berlin
- Berlinische Galerie, Berlin
- Museumsberg Flensburg, Flensburg
- Kunsthalle zu Kiel der Christian-Albrechts-Universität zu Kiel
- Pinakothek der Moderne, München
- Neues Museum für Kunst und Design, Nürnberg
- Germanisches Nationalmuseum, Nürnberg

Finnland
- Kiasma – Museum of Contemporary Art, Helsinki

Schweden
- The Wanas foundation, Knislinge
- Skulpturenpark Umedalen, Umeå

## Ausstellungen (Auswahl)
- 1972 Lübeck, Performance-Aktion auf dem Marktplatz
- zwischen 1974 und 2013 in Kiel 17 Einzelausstellungen sowie 13 Gruppenausstellungen
- 1976 KZ Majdanek bei Lublin
- 1977 Flensburg
- 1978 Preetz
- 1979 Berlin (Ost) Einzelausstellung Galerie Schweinebraden
- zwischen 1979 und 2012 in Berlin 28 Einzelausstellungen unter anderem in der Neuen Nationalgalerie sowie 54 Gruppenausstellungen unter anderem im Jüdischen Museum
- 1980 Berlin, Anhalterbahnhof Ruine oder Tempel?
- 1980 Paris, Centre Culturel de Marais
- 1983 New York, drei Einzelausstellungen und 5 Gruppenausstellungen
- 1984 Bergen,
- 1985 Malmö, Oslo, Reims
- 1986 Stockholm, Worms, Eckernförde
- 1990 Venedig, Kotka, Oslo, München, Tønder, Schwäbisch Hall,
- 1991 Brasilien, João Pessoa, Riga, Dublin, Knislinge (The Wanas foundation),
- 1992 Mexiko-Stadt, Sevilla, Bremen, Düsseldorf, Tokio, Rauma, Wolgograd, Washington DC, Rio de Janeiro
- 1993 Hegvi, Bien, Wien, Nürnberg, Heidelberg
- 1994 Istanbul, Prag, Warschau, Danzig
- 1995 Odense, Tallinn, Regensburg
- 1996 Chicago, Flensburg, Brunsbüttel
- 1997 Bochum, Eckernförde, Potsdam, Dresden
- 1998 Kopenhagen, Minden, Odense
- 2000 Wismar, Tecklenburg, Weiden, Plön
- 2002 Amersfoort, Münster, Weingarten, Marburg, Stuttgart
- 2003 Oerlinghausen, Schwäbisch Hall
- 2005 Lehnin, Dresden
- 2009 Los Angeles,
- 2012 Flossenbürg,
- 2013 Krems-Stein, Kiel (Flandernbunker Mahnmal Kilian)